# Герои Социалистического Труда Пермской области
Список граждан Пермской области (ныне Пермский край), удостоенных звания Герой Социалистического Труда.

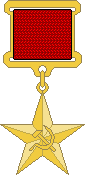
Золотая медаль «Серп и Молот» — вручалась Героям Социалистического Труда

Представлены все лица, в том числе удостоенные звания несколько раз.
| №   | Фамилия, Имя Отчество              | Годы жизни            | Год награждения |
| --- | ---------------------------------- | --------------------- | --------------- |
| 1   | Азанов, Геральд Васильевич         | 1935—2016             | 1973            |
| 2   | Александров, Антоний Алексеевич    | 1926—2009             | 1971            |
| 3   | Аликин, Николай Васильевич         | 1910—1966             | 1958            |
| 4   | Андырева, Анна Ивановна            | 1926—1999             | 1957            |
| 5   | Антипкин, Владимир Алексеевич      | 1929—2005             | 1966            |
| 6   | Балдин, Иван Николаевич            | 1914—2005             | 1966            |
| 7   | Балмашов, Николай Иванович         | 1905—????             | 1947            |
| 8   | Балуев, Михаил Трофимович          | 1929—2000             | 1966            |
| 9   | Баяндин, Пётр Андреевич            | 1907—1993             | 1966            |
| 10  | Березин, Пётр Афанасьевич          | 05.12.1911—10.07.1987 | 1958            |
| 11  | Борисов, Григорий Макарович        | 1912—1985             | 1957            |
| 12  | Борягин, Василий Павлович          | 1919—1998             | 1971            |
| 13  | Бояршинова, Лидия Алексеевна       | 1929—2002             | 1971            |
| 14  | Быховский, Абрам Исаевич           | 1895—1973             | 1942            |
| 15  | Ванюков, Геннадий Иванович         | 1937—1999             | 1974            |
| 16  | Васильев, Пётр Иванович            | 1929—????             | 1966            |
| 17  | Вдовин, Пётр Фёдорович             | 1900—1981             | 1948            |
| 18  | Вершинин, Василий Григорьевич      | 1912—1995             | 1958            |
| 19  | Вилькот, Кирилл Григорьевич        | 1914—2000             | 1961            |
| 20  | Войченко, Феодосий Филиппович      | 1930—1997             | 1971            |
| 21  | Вотинов, Михаил Семёнович          | 1906—1977             | 1957            |
| 22  | Вялков, Юрий Яковлевич             | 1940—2018             | 1981            |
| 23  | Габдрахимов, Газиз Габдрахимович   | 1906—1994             | 1948            |
| 24  | Гладких, Зинаида Васильевна        | 1928—????             | 1966            |
| 25  | Гладких, Сергей Иванович           | 1915—1965             | 1947            |
| 26  | Гордеев, Иван Васильевич           | 1914—????             | 1966            |
| 27  | Григоренко, Дмитрий Тимофеевич     | 1913—1986             | 1957            |
| 28  | Григорьев, Сергей Ефимович         | 1907—1955             | 1948            |
| 29  | Гуляев, Сергей Михайлович          | 1913—1994             | 1963            |
| 30  | Дическул, Дмитрий Александрович    | 1926—2004             | 1971            |
| 31  | Драчёва, Анна Терентьевна          | 1924—2020             | 1966            |
| 32  | Дробышевский, Леонид Петрович      | 1924—2017             | 1978            |
| 33  | Еговцев, Александр Ильич           | 1928—2020             | 1966            |
| 34  | Ермошкин, Василий Дмитриевич       | 1928—2004             | 1966            |
| 35  | Есюнин, Леонид Васильевич          | 1939—2009             | 1981            |
| 36  | Завьялов, Григорий Григорьевич     | 1915—1999             | 1959            |
| 37  | Зеров, Николай Петрович            | 1920—1977             | 1971            |
| 38  | Игнатьева, Зоя Трофимовна          | 1917—1988             | 1960            |
| 39  | Изгагин, Борис Георгиевич          | 1919—2013             | 1976            |
| 40  | Калашников, Леонид Иванович        | 1935—1991             | 1971            |
| 41  | Калинин, Иван Степанович           | 1902—1966             | 1948            |
| 42  | Касимцев, Юрий Петрович            | 1926—2005             | 1971            |
| 43  | Катаргин, Николай Владимирович     | 1930—1996             | 1971            |
| 44  | Квашнин, Константин Сергеевич      | 1914—1966             | 1963            |
| 45  | Келль, Август Иоганнович           | 1912—1983             | 1946            |
| 46  | Климов, Иван Ванифатьевич          | 1935—2009             | 1972            |
| 47  | Климова, Александра Павловна       | 1926—1993             | 1971            |
| 48  | Клюшкин, Владимир Алексеевич       | 1924—1995             | 1966            |
| 49  | Князев, Пётр Петрович              | 1920—1974             | 1971            |
| 50  | Козлов, Леонид Николаевич          | 1927—1998             | 1985            |
| 51  | Кознев, Алексей Алексеевич         | 1927—2002             | 1977            |
| 52  | Кокшаров, Михаил Ефимович          | 1929—2020             | 1966            |
| 53  | Колташёв, Виктор Петрович          | 1925—2012             | 1966            |
| 54  | Кондратенко, Мария Васильевна      | 1922—1998             | 1971            |
| 55  | Кондратьева, Александра Ивановна   | 1934—????             | 1971            |
| 56  | Корниенко, Виктор Павлович         | 1913—1964             | 1948            |
| 57  | Коротаева, Елизавета Селиверстовна | 1914—????             | 1966            |
| 58  | Кочетов, Иван Васильевич           | 1900—1992             | 1966            |
| 59  | Криницин, Андрей Андрианович       | 1897—1967             | 1948            |
| 60  | Кропачев, Михаил Яковлевич         | 1907—1969             | 1959            |
| 61  | Кротов, Виктор Васильевич          | 1912—1986             | 1982            |
| 62  | Крохалев, Матвей Павлович          | 1926—2008             | 1966            |
| 63  | Кузнецов, Василий Дмитриевич       | 1913—1992             | 1959            |
| 64  | Кузнецов, Константин Александрович | 1905—1985             | 1957            |
| 65  | Кузьмин, Геннадий Николаевич       | 1947—????             | 1973            |
| 66  | Курбатов, Филипп Иванович          | 1914—1996             | 1958            |
| 66а | Курлыков, Александр Николаевич     | 1930—????             | 1958            |
| 67  | Курмаз, Анисим Антонович           | 1897—1982             | 1948            |
| 68  | Курочкина, Антонина Павловна       | 1922—1984             | 1969            |
| 69  | Лавров, Лев Николаевич             | 1933—1994             | 1984            |
| 70  | Лазуков, Василий Григорьевич       | 1909—1980             | 1948            |
| 71  | Лакомов, Виктор Иванович           | 1939—2009             | 1974            |
| 72  | Лебедев, Виктор Николаевич         | 1910—1976             | 1961            |
| 73  | Липатов, Леонид Петрович           | 1915—1992             | 1974            |
| 74  | Логинова, Евгения Андреевна        | 1946—????             | 1986            |
| 75  | Лубова, Анфуса Андреевна           | 1929—2013             | 1971            |
| 76  | Мавлеев, Мисбах Мавлеевич          | 1929—2011             | 1966            |
| 77  | Максвитис, Франц Иосифович         | 1908—1949             | 1943            |
| 78  | Мальцев, Николай Алексеевич        | 1928—2001             | 1971            |
| 79  | Мандыч, Иван Гаврилович            | 1928—1992             | 1966            |
| 80  | Мелькова, Евдокия Семёновна        | 1937—????             | 1976            |
| 81  | Меркулов, Георгий Алексеевич       | 1929—????             | 1971            |
| 82  | Миков, Геннадий Степанович         | 1936—????             | 1991            |
| 83  | Митюшкин, Александр Иванович       | 1913—1963             | 1948            |
| 84  | Мишланов, Аркадий Ильич            | 1925—2010             | 1958            |
| 85  | Мосягина, Раиса Андреевна          | 1936—2022             | 1975            |
| 86  | Мусакин, Валериан Алексеевич       | 1910—1987             | 1948            |
| 87  | Мухина, Зинаида Григорьевна        | 1925—2013             | 1971            |
| 88  | Наговицын, Геннадий Семёнович      | 1938—????             | 1981            |
| 89  | Назаров, Владимир Анатольевич      | 1935—????             | 1976            |
| 90  | Назаров, Михаил Николаевич         | 1920—2015             | 1971            |
| 91  | Некрасов, Алексей Михайлович       | 1933—1968             | 1966            |
| 92  | Немтырёва, Екатерина Васильевна    | 1919—1997             | 1971            |
| 93  | Никитас, Василий Кириллович        | 1927—2004             | 1971            |
| 94  | Нифантов, Геннадий Николаевич      | 1928—2004             | 1971            |
| 95  | Носков, Дмитрий Григорьевич        | 1910—1974             | 1958            |
| 96  | Ныробцев, Григорий Фомич           | 1900—1976             | 1948            |
| 97  | Обыдённов, Дмитрий Степанович      | 1925—1983             | 1960            |
| 98  | Овчинникова, Зинаида Николаевна    | 1914—1955             | 1948            |
| 99  | Односумов, Дорофей Тимофеевич      | 1918—1974             | 1966            |
| 100 | Олендарь, Зинаида Ивановна         | 1922—1999             | 1963            |
| 101 | Ольхов, Василий Иванович           | 1928—2009             | 1966            |
| 102 | Орехов, Валентин Егорович          | 1927—2019             | 1959            |
| 103 | Орлов, Игорь Александрович         | 1929—2012             | 1966            |
| 104 | Павленко, Владимир Якимович        | 1925—2012             | 1971            |
| 105 | Павликов, Александр Иванович       | 1933—2005             | 1981            |
| 106 | Павлов, Виталий Алексеевич         | 1927—2013             | 1971            |
| 107 | Панькова, Елена Даниловна          | 1928—1964             | 1973            |
| 107 | Панькова, Зоя Александровна        | 1928—2007             | 1973            |
| 108 | Петров, Фёдор Фёдорович            | 1902—1978             | 1944            |
| 109 | Петряков, Алексей Николаевич       | 1910—1995             | 1948            |
| 110 | Петухов, Глеб Константинович       | 1903—1982             | 1963            |
| 111 | Петухов, Григорий Фёдорович        | 1921—1989             | 1966            |
| 112 | Плюснин, Николай Петрович          | 1930—2016             | 1971            |
| 113 | Поджаров, Павел Кузьмич            | 1913—1988             | 1948            |
| 114 | Подосёнов, Фёдор Сергеевич         | 1894—1971             | 1948            |
| 115 | Политова, Наталья Яковлевна        | 1907—????             | 1958            |
| 116 | Полуянова, Таисия Фёдоровна        | 1934—1993             | 1971            |
| 117 | Пяткин, Сергей Фёдорович           | 1905—1972             | 1966            |
| 118 | Рогачёв, Василий Ефремович         | 1911—1998             | 1961            |
| 119 | Рубцова, Екатерина Михайловна      | 1907—1996             | 1958            |
| 120 | Рытова, Валентина Иосифовна        | 1930—????             | 1966            |
| 121 | Ряпосов, Иван Иосифович            | 1922—2012             | 1961            |
| 122 | Савчук, Николай Петрович           | 1938—2016             | 1985            |
| 123 | Сальникова, Екатерина Андреевна    | 1928—2016             | 1974            |
| 124 | Сарычев, Константин Михайлович     | 1907—1979             | 1966            |
| 125 | Сатушкин, Сергей Фёдорович         | 1927—2001             | 1971            |
| 126 | Сафонов, Александр Яковлевич       | 1911—1985             | 1971            |
| 127 | Семёнов, Анатолий Максимович       | 1931—????             | 1966            |
| 128 | Семёнов, Иван Петрович             | 1926—2003             | 1966            |
| 129 | Сергачёв, Герман Пантелеевич       | 1923—1975             | 1966            |
| 130 | Сидорова, Евдокия Николаевна       | 1922—2010             | 1966            |
| 131 | Силин, Николай Фёдорович           | 1919—1956             | 1948            |
| 132 | Ситникова, Пелагея Терентьевна     | 1924—2013             | 1949            |
| 133 | Соколов, Александр Арсентьевич     | 1917—1981             | 1971            |
| 134 | Соколов, Александр Васильевич      | 1922—1999             | 1966            |
| 135 | Соловьёв, Павел Александрович      | 1917—1996             | 1966            |
| 136 | Соловьёва, Валентина Павловна      | 1928—2004             | 1971            |
| 137 | Сологуб, Георгий Павлович          | 1923—2002             | 1983            |
| 138 | Солоха, Григорий Григорьевич       | 1923—????             | 1957            |
| 139 | Стародумов, Яков Фёдорович         | 1926—2018             | 1966            |
| 140 | Степанов, Вениамин Николаевич      | 1906—1974             | 1971            |
| 141 | Субботин, Василий Викторович       | 1900—1971             | 1948            |
| 142 | Субботин, Василий Михайлович       | 1920—1973             | 1949            |
| 143 | Субботин, Михаил Иванович          | 1911—1978             | 1966            |
| 144 | Субботина, Мария Алексеевна        | 1928—????             | 1966            |
| 145 | Сыромятникова, Мария Фоминична     | 1924—2018             | 1971            |
| 146 | Тарараев, Михаил Романович         | 1911—1961             | 1948            |
| 147 | Тарновский, Анатолий Николаевич    | 1926—1989             | 1974            |
| 148 | Ташлыков, Геннадий Николаевич      | 1936—1998             | 1981            |
| 149 | Тимочкин, Владимир Иванович        | 1936—2023             | 1985            |
| 150 | Тимошенко, Нина Иосифовна          | 1921—2008             | 1971            |
| 151 | Тихашков, Алексей Михайлович       | 1922—2009             | 1957            |
| 152 | Тодосиенко, Василий Семёнович      | 1910—1982             | 1966            |
| 152 | Толстунова, Мария Никитична        | 1912—1998             | 1966            |
| 153 | Туркин, Василий Михайлович         | 1922—1978             | 1957            |
| 154 | Улитина, Любовь Васильевна         | 1938—2021             | 1977            |
| 155 | Уткина, Зинаида Фёдоровна          | 1916—????             | 1960            |
| 156 | Фещенко, Владимир Николаевич       | 1938—1995             | 1982            |
| 157 | Филимонов, Геннадий Фёдорович      | 1913—1996             | 1982            |
| 158 | Хан, Пётр                          | 1922—2004             | 1951            |
| 159 | Циренщиков, Клавдий Иванович       | 1908—1981             | 1966            |
| 160 | Чапалда, Ананий Дмитриевич         | 1914—2010             | 1957            |
| 161 | Чернова, Нина Михайловна           | 1920—2009             | 1966            |
| 162 | Четин, Виктор Васильевич           | 1931—2019             | 1971            |
| 163 | Шадрухин, Виктор Тимофеевич        | 1925—2000             | 1971            |
| 164 | Шатохин, Василий Иванович          | 1925—1994             | 1971            |
| 165 | Швецов, Аркадий Дмитриевич         | 1892—1953             | 1942            |
| 166 | Шипигузов, Василий Иванович        | 1905—????             | 1948            |
| 167 | Шипигузов, Степан Дмитриевич       | 1905—1969             | 1948            |
| 168 | Широкшин, Иван Иванович            | 1890—1959             | 1948            |
| 169 | Шитова, Лидия Алексеевна           | 1936—2024             | 1985            |
| 170 | Шишмаков, Иван Иванович            | 1926—2008             | 1971            |
| 171 | Штейзель, Александра Александровна | 1924—2013             | 1966            |
| 172 | Яблоков, Николай Матвеевич         | 1911—1992             | 1973            |
| 173 | Якина, Мария Михайловна            | 1926—1977             | 1971            |
| 174 | Яркин, Максим Фёдорович            | 1912—1986             | 1957            |
| 175 | Ярусов, Дмитрий Антонович          | 1914—1993             | 1961            |
| 176 | Яхимец, Иван Иванович              | 1933—2006             | 1974            |